# حمام البالي
الحمام البالي هو حمام قديم إسلامي في مدينة ندرومة (ولاية تلمسان) وهو من أشهر المعالم التاريخية في المدينة، يعود تاريخ تشييده إلى الفترة المرابطية حسب الباحثين لقربه من المسجد الكبير للمدينة.

## تاريخ
شيد الحمام بين عامي 1095 م و1147 م. أي في الحقبة المرابطية

### طريقة العمل
يعمل الحمام بالطريقة التقليدية، ويتم تسخين الماء حوالي 3000 لتر في قدر كبير فوق نار الحطب لساعات طوال منذ بزوغ كل فجر يوم جديد، ويتم تكرار العملية مرتين في اليوم ما عدا فصل الصيف الحار.
يتم تسخين الماء في موقد أرضي كبير يقع في خارج موقع الحمام، ينزل مُسيّر الحمام أو معاونه إلى الموقد عبر الدرج ويوقد الحطب في فوهة غرفة كبيرة تحمل قدرا حديديا ضخما يسع أكثر من 3000 لتر من الماء، ويتم تحويل الماء عبر قنوات متصلة مباشرة بالصهريج الداخلي للحمام.

## وصف
يضم الحمام قسمين وهما :

### المنطقة الباردة
أو كما يطلق عليه الصحن الرئيس أو قاعة الإستقبال حيث يستريح فيها الناس بعد قضاء وقتهم في المنطقة السّاخنة

### المنطقة السّاخنة
حيث تشكّل قاعة كبيرة تشطرها الأعمدة والأقواس إلى مساحات متداخلة فيما بينها، تتوسّطها نافورة مياه تصدر نسائم خريرها أصواتا تشنّف مسامع الحاضرين، هندسة معمارية فريدة وحمام يبدو للوهلة الأولى عاديا لكن الباب المؤدّي إلى بيت الاستحمام يكشف المزيد من أسرار هذا المعلم المرابطيّ.

## معرض صور

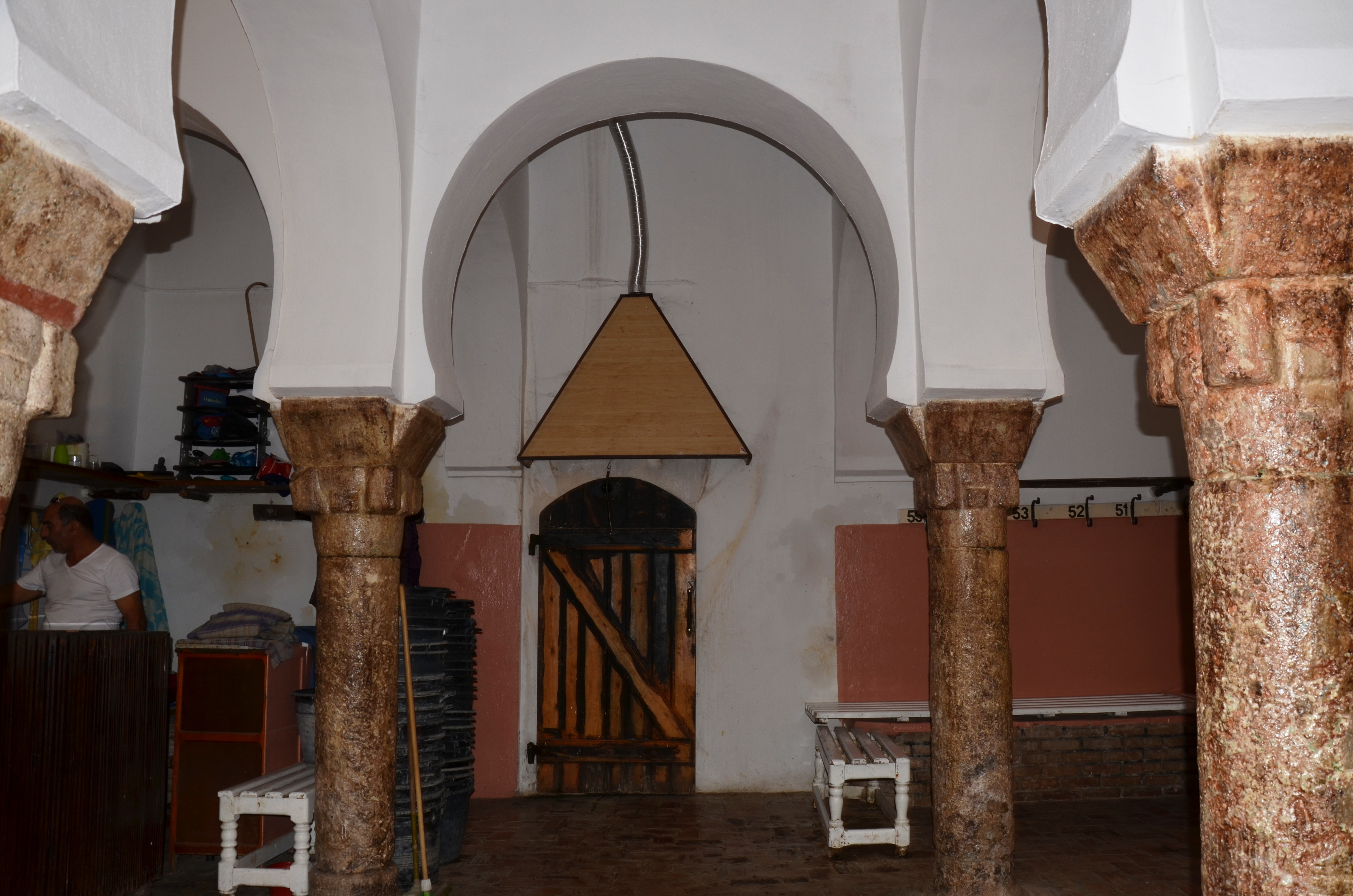
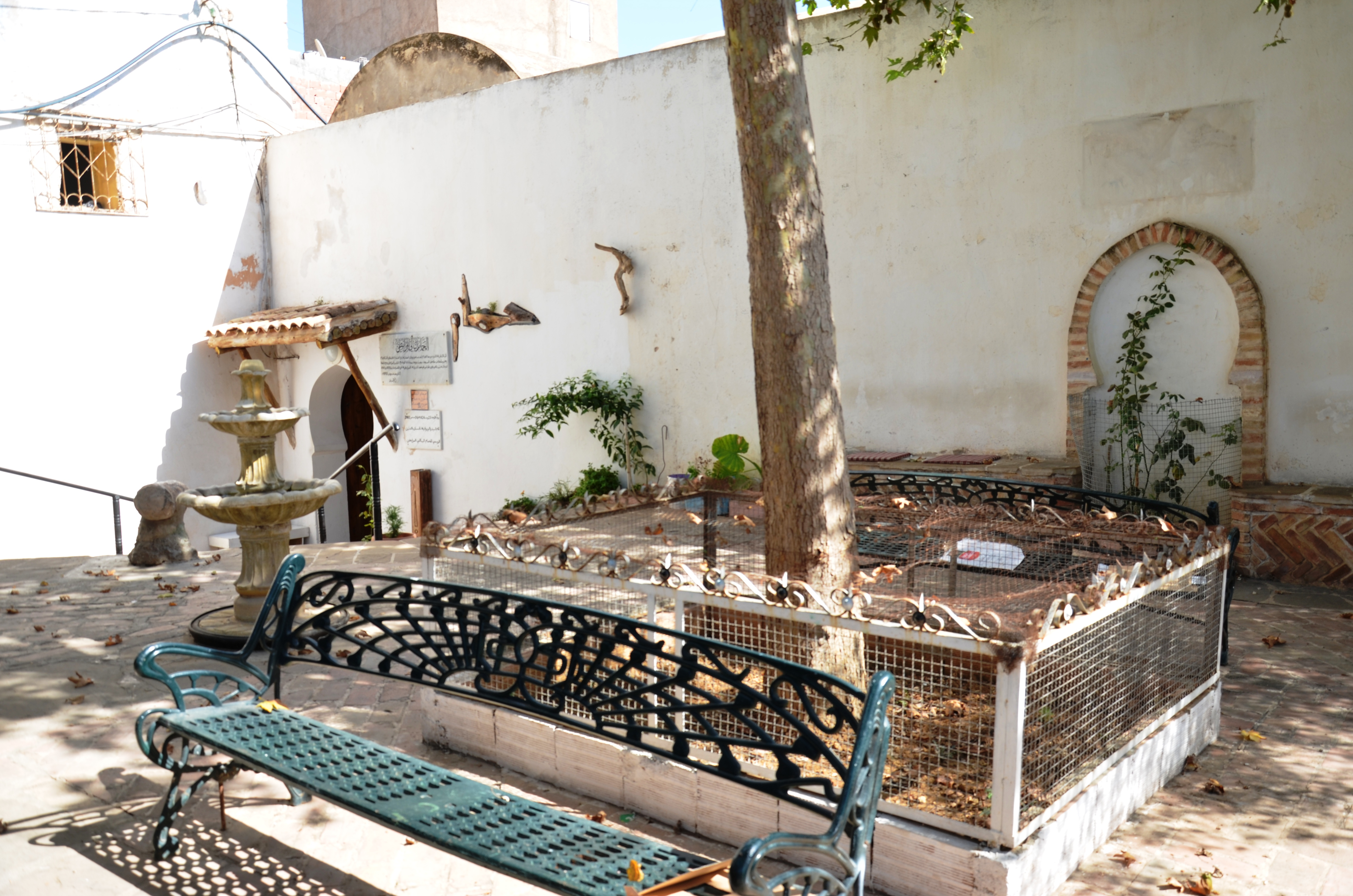
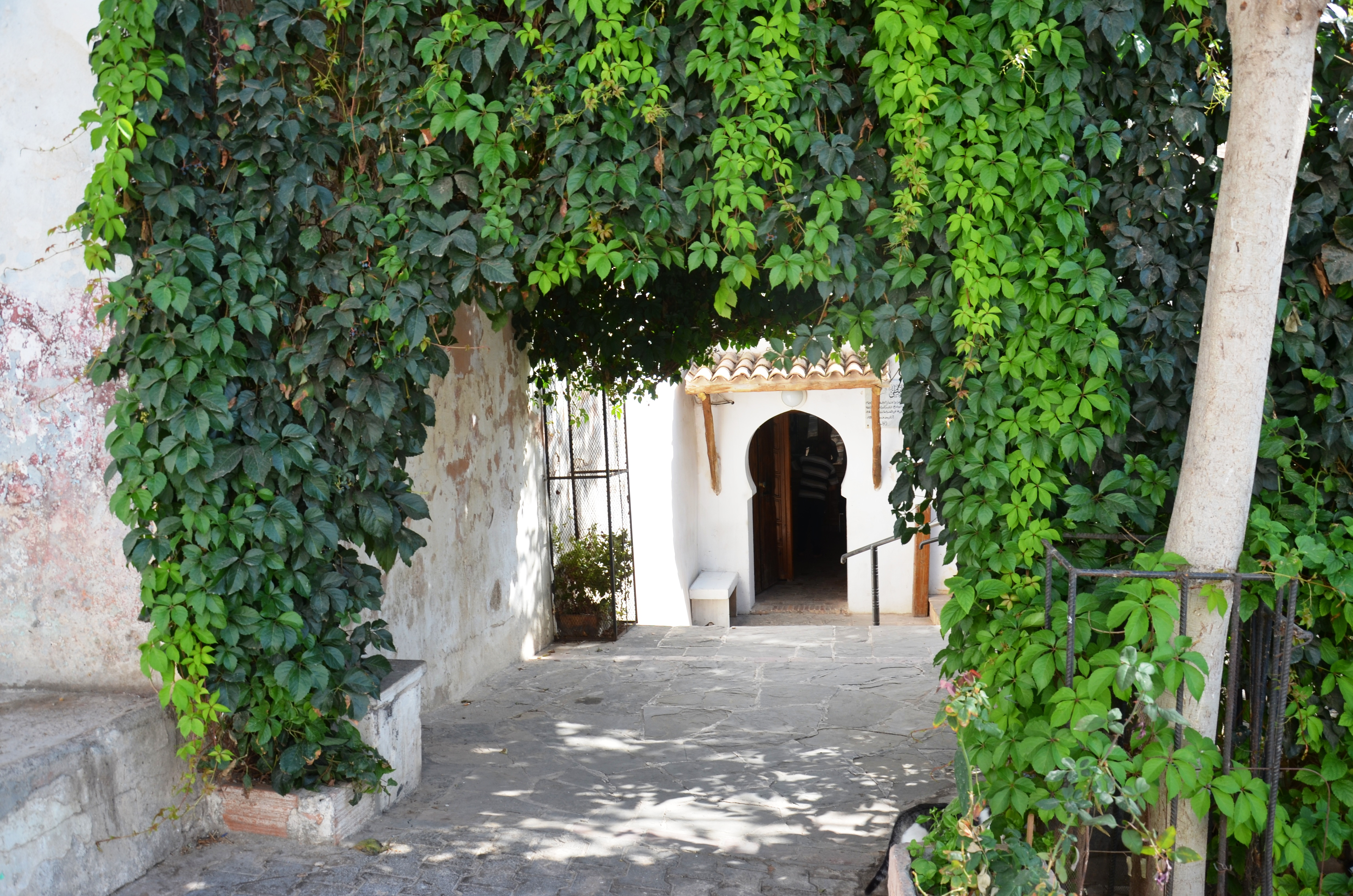
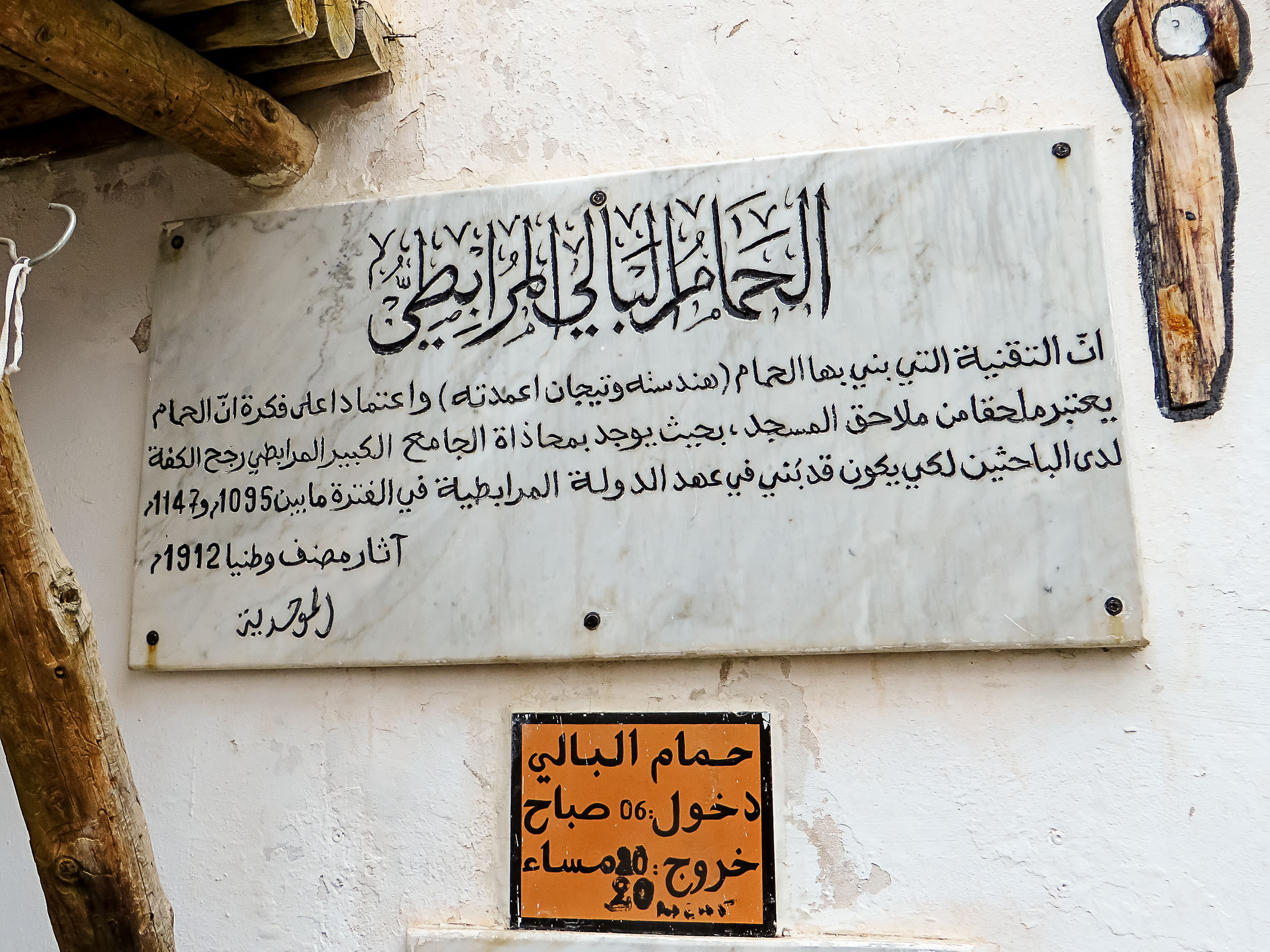

## وصلة خارجية
- تاريخ ندرومة